# エノーモティア

スパルタ式の36人からなるエノーモティア。（黒い盾がエノーモタルコス）

エノーモティア（古希: ἐνωμοτία）とは、古代ギリシア軍におけるファランクスの最小単位で、スパルタでは36人、他の都市では25〜32人からなる集団である。 誓われた、または宣誓による義務を意味するエノーモトス(古希: ἐν-ώμοτος)を語源とし、ファランクスに参加する前には 宣誓が行われていたことを示唆している。指揮者はエノーモタルコス(古希: ἐνωμόταρχος)と呼ばれた。

25人からなるエノーモティア（黒盾：エノーモタルコス、緑盾：ウラゴス）

エノーモティアの編成については、広く知られた事実からしかうかがい知ることができない。 二つのエノーモティアからなる上位集団はペンテーコストゥス(古希: πεντηκοστύς、ペンテコステ(50)から）と呼ばれる。 このことから、もともとはエノーモティアは25人から構成されており、8人が3列縦隊をなしてファランクスを組んでいたと推測され、右翼にエノーモタルコスが配置されていたと考えられる。おそらく熟練した重装歩兵から選ばれたと考えられる一人は隊列の後に立ち、ウラゴス(古希: ουραγός)と呼ばれた。時代が降るとエノーモティアの大きさは、ウラゴスを除いて12人二列の24人に減らされたり、8人4列の32人に増やされたりした。
行軍中のエノーモティアは一列で移動し、複数列の戦闘隊形をなすときは左に展開したため、結果として一番右の列に部隊指揮者が来ることになった。
文献によると、スパルタ軍ではエノーモティアは36人からなり、12人ずつ3列をなしていた。
通常、ファランクス中のエノーモティアは3列をなしたが、デリオンの戦いではテーバイの指揮官パゴンダスは 右翼を25人1列にして増強したという例外もみられる。従って、8または12人から25人への増強は無作為に決定されたものではなく、デリオンの戦いにおけるテーバイ軍右翼のエノーモティアが1列をなしたと考えられる。

## 参照論文
- Peter Connolly, Greece and Rome at war, London 1981
- Victor Davis Hanson, Der Krieg in der griechischen Antike, o.O. 2001 (London 1999)
- Menge-Güthling, Langenscheidts Großwörterbuch Griechisch-Deutsch mit Etymologie, Berlin 1973
- Der Kleine Pauly